# Vaišvilkas af Litauen
Vaišvilkas eller Vaišelga (også stavet Vojszalak, Vojšalk, Vaišalgas) (hviderussisk: Войшалк, russisk: Войшелк, polsk: Wojsiełk) (dræbt den 9. december 1268) var Storfyrste af Litauen (1264-1267) og søn af Mindaugas, konge af Litauen.
Der vides intet om Vaišvilkas' ungdom, han optræder første gang i historiske kilder i 1254, hvor han undertegnede en traktat, på vegne af sin far, kong Mindaugas, med Daniel af Halych-Volhynia. I traktaten overfører Halych-Volhynia Sorterusland med centrum i Navahrudak til Litauen. For at sikre traktaten blev Daniels søn, Shvarn, gift med Vaišvilkas' søster. Vaišvilkas blev udnævnt som hertug af nogle af landområderne. Efter Vaišvilkas blev døbt i den græsk ortodokse kirke, blev han tiltrukket så meget af det religiøse liv, at han overførte sin titel og landområder til Roman Danylovich, søn af Daniel af Halych. Han grundlagde et kloster, der normalt identificeres som Lavrashev kloster på bredden på Nemunas floden og blev munk. Han tog på pilgrimsfærd til Athos i Grækenland. Imidlertid nåede han ikke målet på grund af krige på Balkan og vendte tilbage til Navahrudak.
I 1264 flygtede han fra Treniotas og Daumantas' attentatforsøg, hvor hans far og hans to brødre blev myrdet. Efterfølgende blev Treniota myrdet af Mindaugas tidligere tjener. Vaišvilkas allierede sig med sin svoger Shvarn fra Halych-Volhynia. Det lykkedes dem at tage kontrol over Sorterusland og Storfyrstendømmet Litauen.Efterfølgende førte de krig mod Nalšia og Deltuva, to hovedcentre for modstanden mod Mindaugas og Vaišvilkas. Daumantas, fyrste af Nalšia, blev tvunget til at flygte til Pskov. Suksė (eller Suxe), en anden indflydelsesrig fyrste fra Nalšia, flygtede til Livland. Vaišvilkas blev herefter Storfyrste af Litauen. Som kristen, forsøgte han at opretholde venskabelige forbindelser med den Tyske Orden og den Liviske Orden. Han underskrev en fredsaftale med Livland om handel på Daugava flodenr. Litauisk støtte til den preussiske opstand ophørte, og Ordenerne rykkede frem mod Žemaitija og Kurland ude forhindringer. Sammen med Shvarn angreb Vaišvilkas Polen i 1265 for at hævne angrebene på Jotvingerne i 1264.
I 1267 besluttede Vaišvilkas at trække sig tilbage til klosterlivet og overdrog titlen "Storfyrste af Litauen" til Shvarn. Et år senere blev han myrdet af Shvarns bror, Leo I Halych, der var vred over at Vaišvilkas ikke havde opdelt besiddelserne mellem ham og hans bror. Vaišvilkas blev begravet i nærheden af Maria kirke i Volodymyr-Volynskyi.